# ألان سيفوري
كليفورد ألان ريدين سيفوري (ولد في 15 سبتمبر 1935)، مزارع ماشية من زيمبابوي، ورئيس ومؤسس مشارك لمعهد سيفوري. أنشأ الإدارة الشاملة، ونهج التفكير النظمي لإدارة الموارد.
يستخدم مناصرو سيفوري الماشية المجمّعة والمتنقلة في محاولة لمحاكاة الطبيعة، وكوسيلة لشفاء البيئة، قائلين إن «الماشية وحدها التي يمكنها عكس اتجاه التصحر، ولا توجد أداة أخرى معروفة متاحة للبشر للتصدي للتصحر الذي لا يساهم فقط في التغير المناخي وإنما يفاقم الكثير من الفقر والهجرة والعنف وما إلى ذلك في المناطق المتأثرة بشكل خطير من العالم». «الماشية فقط من سينقذنا». يعتقد سيفوري بقدرة الأراضي العشبية على عزل ما يكفي من ثاني أكسيد الكربون في الغلاف الجوي لعكس التغير المناخي. أثارت أفكاره المثيرة للجدل- التي أشاد بها مربي الماشية- معارضة الأكاديميين، وتنوعت بين النقاش حول الأدلة الخاصة بآثار العلاج ونطاق التأثير المحتمل لعزل الكربون.
حصل سافوري على جائزة بانكسيا الدولية لعام 2003، وفاز بتحدي بوكمينستر فولر 2010. وصفه الملك تشارلز بأنه «رجل رائع» وكتب المزارع الشهير جويل سلاتين: «سيثبت التاريخ أن ألان سيفوري من أعظم علماء البيئة في كل العصور».
وصف جيمس إي ماكويليامز سيفوري بالمقابل بأنه «تمسك باستنتاجات مشكوك فيها علميًا في مواجهة الدليل المخالف لذلك». قال عنه جورج مونبيوت: «أقواله غير مدعومة بأدلة تجريبية وعمل تجريبي، وإن تقنياته تضر أكثر مما تنفع في النواحي الحاسمة». تعرض هذا التعليق للنقد في مقال لاحق نشره هانتر لوفينز في صحيفة الغارديان بعنوان «لماذا جورج مونبيوت مخطئ: رعي الماشية يمكن أن ينقذ العالم».

## الحياة

### التعليم
تلقى سيفوري تعليمه في جنوب إفريقيا فيما كان يُعرف آنذاك بجامعة ناتال، وحصل على بكالوريوس العلوم في علم الأحياء وعلم النبات عام 1955.

### بداية عمله في الجنوب الإفريقي
اتسمت مسيرة سيفوري المبكرة بالتنوع، إذ عمل كعالم أحياء وجندي وموظف عام وعضو في البرلمان ورئيس حزب سياسي ومزارع ومربي ومستشار. تُوجت الرؤى المستمدة من هذه التجارب في النهاية بما يُعرف الآن باسم الإدارة الشاملة.
بدأ عمله في دراسة السبب الجذري لتدهور الأراضي (التصحر) في وقت مبكر من عام 1955 في روديسيا الشمالية (زامبيا الآن)، حيث خدم في الخدمة الاستعمارية كمسؤول ألعاب إقليمي في المقاطعات الشمالية ولوابولا. استمر عمله في روديسيا الجنوبية (زيمبابوي الآن) بدايةً كمسؤول أبحاث في قسم الألعاب ثم كعالم مستقل ومستشار دولي.
دعا بحث سيفوري المبكر إلى إعدام أعداد كبيرة من الفيلة استنادًا إلى الاعتقاد بأن أعدادًا كبيرة من الحيوانات العاشبة التي ترعى تدمر موطنها، وهو اعتقاد سائد عند العديد من مؤيدي مكافحة الماشية حتى يومنا هذا. لم تُسن توصياته خلال الفترة التي أمضاها في قسم الألعاب، لكنه أسس في عام 1969- بصفته عضوًا في البرلمان- لجنة تحقيق برلمانية بقيادة جورج بيتريدس كُلفت «بالتحقيق وتقديم تقرير عن جميع جوانب سياسة الحياة البرية وإدارتها في روديسيا وتقديم توصيات بشأنها». عُين الدكتور غراهام تشايلد مديرًا للمتنزهات الوطنية وإدارة الحياة البرية بناءً على توصيات لجنة بيتريديس، ونفذ بعد ذلك برنامج إعدام الفيلة. أشار الدكتور تشايلد في مقال نُشر عام 2004 لمناقشة البرنامج، إلى «مقتل حوالي 30,529 فيلًا بينما كنت مديرًا، ومعظم هذه الوفيات كانت بسبب عمليات الإعدام، ونمت المجموعات في جميع أنحاء البلاد من حوالي 44,109 إلى 52,583 حيوانًا».
لم يعكس برنامج الإعدام تدهور الأراضي كما كان متوقعًا، وقد وصف سيفوري قراره بالدفاع عن إعدام أعداد كبيرة من الأفيال بأنه «أتعس وأكبر خطأ في حياتي». أدت هذه الخسائر في الأرواح التي أمكن تجنبها، نتيجة تفسير البيانات البحثية لتلائم النظرة العالمية السائدة بأن الكثير من الحيوانات تسبب الرعي الجائر والإفراط في تربية الحيوانات، إلى إصرار سيفوري على فهم السبب الجذري لتدهور الأراضي وحله، ولمنع الآخرين من ارتكاب نفس الأخطاء قصيرة النظر التي عزاها لتطبيق التفكير الاختزالي على أنظمة المعيشة المعقدة.
أدى ذلك في النهاية إلى تطوير سيفوري لإطار شامل لاتخاذ القرار والتأسيس للرعي المخطط الشامل، كما هو مفصل في كتبه، الإدارة الشاملة، الإصدار الثالث: ثورة عامة لاستعادة بيئتنا، الذي كُتب بالتعاون مع زوجته جودي باترفيلد، وكتيب الإدارة الشاملة، الإصدار الثالث: تجديد أرضك وزيادة أرباحك، الذي كُتب بالتعاون مع سام بينغهام وجودي بترفيلد.
تأثر سيفوري بالأعمال السابقة للمهندس الزراعي الفرنسي أندريه فويسين الذي قال إن الرعي الجائر ناتج عن مقدار الوقت الذي تعرضت فيه النباتات لتأثير الحيوانات، وليس ناجمًا عن العدد الكبير جدًا من الحيوانات في أي منطقة معينة. رأى سيفوري ذلك كحل للرعي الجائر، واعتقد أن الرعي الجائر ناتج عن ترك الماشية لفترة طويلة جدًا وإعادتها في وقت قريب جدًا، وليس ناتجًا عن حجم القطيع.
كان سيفوري نقيبًا في وحدة الجيش الإقليمي بدوام جزئي عند إعلان استقلال روديسيا أحادي الجانب في عام 1965، في الكتيبة الرابعة، فوج روديسيا الملكي. عارض الاستقلال أحادي الجانب، واستمر في الخدمة وشكل وحدة تتبّع أصبحت وحدة تعقب القتال. تطورت الوحدة عقب رحيل سيفوري لتصبح لاحقًا كشافة سيلوس.

### المشاركة السياسية
انتُخب سيفوري لعضوية البرلمان الروديسي عن دائرة ماتوبو في انتخابات عام 1970. استقال من الجبهة الروديسية احتجاجًا على سياساتها وتعاملها مع الحرب في عام 1973، وأجرى إصلاحات في حزب روديسيا البائد الذي قاده سابقًا السير روي ويلنسكي. صرح سيفوري علنًا في يونيو 1973: «لو ولدت روديسيًا أسودًا بدلًا من روديسيًا أبيضًا، لربما أصبحت أكبر إرهابي بالنسبة لكم». أدى هذا البيان إلى طرد سيفوري من حزب روديسيا.
اتحدت أحزاب بيضاء معتدلة أخرى في معارضة إيان سميث فيما كان يعرف باسم قوة التوحيد الوطنية بقيادة سيفوري في عام 1977. لم تفز قوة التوحيد الوطنية بأي مقاعد في انتخابات عام 1977، وتنازل سيفوري عن القيادة لتيم جيبس، نجل آخر حاكم لروديسيا.
واصل سيفوري محاربة إيان سميث وسياساته، ولا سيما معارضة التسوية الداخلية تحت قيادة الأسقف أبيل موزوريوا. غادر سيفوري روديسيا في عام 1979، بسبب النزاعات مع حكومة سميث، وذهب إلى المنفى الاختياري لمواصلة عمله العلمي.

### الانتقال إلى الأمريكتين
عمل سيفوري بعد مغادرة زيمبابوي من جزر كايمان إلى الأمريكتين، إذ أدخل الرعي المخطط الشامل كعملية إدارية لعكس التصحر في الأراضي العشبية «الجافة» من خلال التخطيط بعناية لتحركات قطعان الماشية الكثيفة لمحاكاة تلك الموجودة في الطبيعة، ما يتيح وقتًا كافيًا حتى تتعافى النباتات تمامًا قبل إعادة الرعي.
هاجر سيفوري إلى الولايات المتحدة، وأسس مع زوجته جودي باترفيلد «مركز الإدارة الشاملة» في عام 1984. غُير اسمه لاحقًا إلى «مركز سيفوري» ولاحقًا إلى «هوليستيك مانجمنت إنترناشونال». ترك سيفوري المركز في عام 2009، وأسس معهد سيفوري. شكل كل من سيفوري وباترفيلد وفاعل الخير سام براون مركز إفريقيا للإدارة الشاملة، ومقره في زيمبابوي في عام 1992 على مساحة تبلغ 2520 هكتارًا (6200 فدان) من الأراضي التي تُبرع بها لصالح شعوب إفريقيا كموقع تعليمي/تدريبي للإدارة الشاملة.